# Elateraecium salaciicola
Elateraecium salaciicola är en svampart som beskrevs av Thirum., F. Kern & B.V. Patil 1966. Elateraecium salaciicola ingår i släktet Elateraecium, ordningen Pucciniales, klassen Pucciniomycetes, divisionen basidiesvampar och riket svampar.   Inga underarter finns listade i Catalogue of Life.